# 金鳳茶餐廳

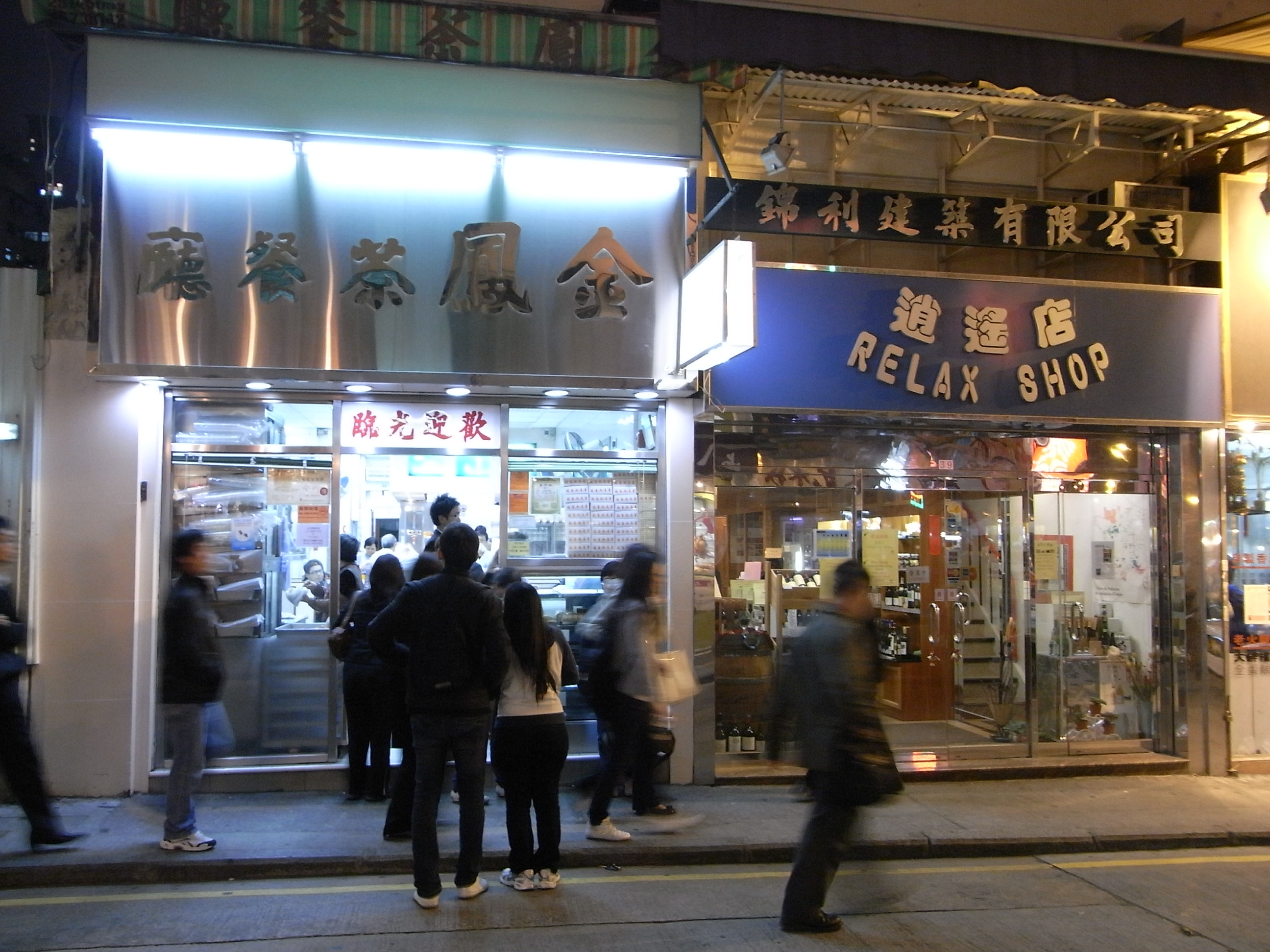
灣仔春園街金鳳茶餐廳

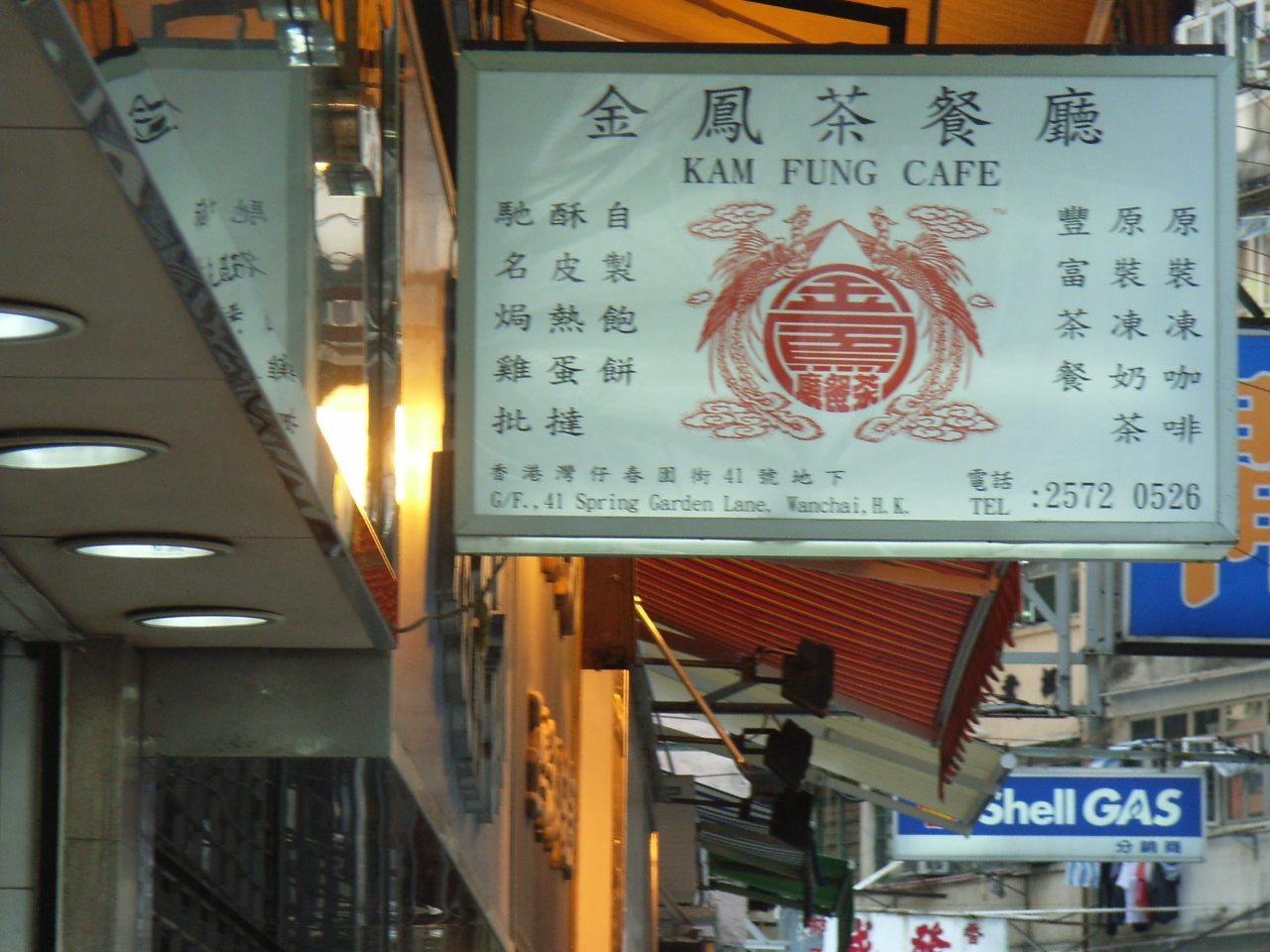
金鳳茶餐廳的行人路招牌

金鳳茶餐廳位於香港灣仔春園街41號，是一家歷史悠久的傳統港式茶餐廳，於1956年開業，原本在太原街，時稱金鳳冰室。

## 歷史
金鳳原來位於太原街，20世紀90年代遷往現址。

## 食品
金鳳供應一般傳統茶餐廳食品，包括蛋撻、椰撻、雞批、菠蘿包等，尤其以不加冰的凍奶茶、咖啡最為出名。
金鳳的奶茶沿用金玫瑰紅茶配合立頓錫蘭紅茶，茶葉沖泡一遍即棄，避免茶味變澀。淡奶採用荷蘭黑白奶。

## 資料來源
1. ↑  . 壹蘋果車網. 2005-01-31  [2011-05-10]. （原始内容存档于2014-08-28）.

## 外部連結
- 開飯喇 - 金鳳茶餐廳 （页面存档备份，存于）
- 搵食易 - 金鳳茶餐廳食評
- 金鳳茶餐廳。叮叮- 香港電車地圖。香港旅遊發展局網站